# Голек (Кршко)
Голек (словен. Golek) — поселення в общині Кршко, Споднєпосавський регіон, Словенія. Висота над рівнем моря: 426,8 м.